# Пейдж (округ, Вірджинія)
Шаблон:StateAbbr_ 38°37′ пн. ш. 78°29′ зх. д. / 38.61° пн. ш. 78.48° зх. д.
Округ  Пейдж (англ. Page County) — округ (графство) у штаті  Вірджинія, США. Ідентифікатор округу 51139.

## Історія
Округ утворений 1831 року.

## Демографія
За даними перепису 2000 року загальне населення округу становило 23177 осіб, зокрема міського населення було 4760, а сільського — 18417. Серед мешканців округу чоловіків було 11366, а жінок — 11811. В окрузі було 9305 домогосподарств, 6632 родин, які мешкали в 10557 будинках. Середній розмір родини становив 2,91.
Віковий розподіл населення поданий у таблиці:
| Стать    | До 15 років | 15-21 | 22-29 | 30-39 | 40-49 | 50-65 | 65-85 | Понад 85 |
| -------- | ----------- | ----- | ----- | ----- | ----- | ----- | ----- | -------- |
| Чоловіки | 2187        | 1051  | 1083  | 1734  | 1723  | 2063  | 1426  | 99       |
| Жінки    | 2177        | 954   | 1068  | 1680  | 1684  | 2129  | 1827  | 292      |

## Суміжні округи
- Воррен — північ
- Раппаганнок — схід
- Медісон — південний схід
- Ґрін — південний схід
- Рокінгем — південь
- Шенандоа — північний захід

## Виноски
1. ↑  U.S. Decennial Census. United States Census Bureau. Архів оригіналу за 2 серпня 2018. Процитовано 4 січня 2014.
2. ↑  Historical Census Browser. University of Virginia Library. Архів оригіналу за 11 серпня 2012. Процитовано 4 січня 2014.
3. ↑  Population of Counties by Decennial Census: 1900 to 1990. United States Census Bureau. Архів оригіналу за 15 грудня 2013. Процитовано 4 січня 2014.
4. ↑  Census 2000 PHC-T-4. Ranking Tables for Counties: 1990 and 2000 (PDF). United States Census Bureau. Архів оригіналу (PDF) за 18 грудня 2014. Процитовано 4 січня 2014.
5. ↑  State & County QuickFacts. United States Census Bureau. Архів оригіналу за 7 червня 2011. Процитовано 4 січня 2014.(англ.) Наведено за англійською вікіпедією.
6. ↑  American FactFinder. Бюро перепису населення США. Архів оригіналу за 26 лютого 2012. Процитовано 31 січня 2008.

| США | Це незавершена стаття з географії США. Ви можете допомогти проєкту, виправивши або дописавши її. |